# Philip Ma
Philip Ma Ching Yeung (Chinees: 馬清揚, Hongkong, 1 mei 1963) is een autocoureur uit Hongkong.

## Carrière
Tussen 2003 en 2011 nam Ma deel aan de Aziatische Porsche Carrera Cup, waarin hij nooit op het podium eindigde. Zijn beste resultaat in het klassement was een zevende plaats in 2009.
In 2008 investeerde Ma twee miljoen Hongkongse dollars om het Team Hong Kong Racing op te starten met twee Aston Martin Vantage V8-auto's. Het team startte dat jaar in de Merdeka Millennium Endurance Race. De auto van Ma viel echter uit na 139 ronden. In 2009 nam het team opnieuw deel met Ma, Christian Jones en Marchy Lee als coureurs. Ditmaal legde de auto 191 ronden af voordat deze uitviel.
Ma nam voor het Team Hong Kong Racing deel aan de 1000 kilometer van Okayama in 2009 met Jeffrey Lee en Tomáš Enge als teamgenoten. Enge zette de snelste tijd neer in de GT2-klasse, maar het team werd teruggezet naar de laatste startplaats na een overtreding van de reglementen. In de eerste race eindigden zij als twintigste en in de tweede race als achttiende.
In oktober 2010 nam Mathias Beche samen met Ma deel in een Aston Martin DBRS9 GT3 voor Team Hong Kong Racing in de 1000 kilometer van Zhuhai, een ronde van de Intercontinental Le Mans Cup. Zij hadden echter veel problemen in de race, maar uiteindelijk eindigden zij als tweede. Dat jaar maakte Ma ook zijn debuut in het World Touring Car Championship. In het laatste raceweekend op het Circuito da Guia reed hij voor het Jacob & Co Racing Team in een Honda Accord Euro R, waarvoor hij de races als achttiende en vijftiende eindigde.
In november 2011 stapte Ma in bij AF Corse, waar hij en Marco Cioci in de 6 uur van Zhuhai deelnamen, de laatste ronde van de Intercontinental Le Mans Cup. Ma kwalificeerde zich als 26e en als zesde in de GTE Am-klasse. In de race legde de auto slechts 22 ronden af en werd niet geklasseerd.
In 2011 nam Ma opnieuw deel aan de laatste twee raceweekenden van het WTCC voor het Proteam BMW. Hij behaalde twee zestiende plaatsen als beste resultaat.